# Каспар фон Дона-Крешен
Каспар фон Дона-Крешен (на немски: Kaspar von Dohna-Kreschen; † 1562) е граф от род фон Дона, господар в Крешен.
Той е син на бургграф Кристоф II фон Дона-Крешен († 1501) и първата му съпруга фон Кцирн, дъщеря на Ханс фон Кцирн и Агнес фон Котулински. Баща му се жени втори път за фрайин Анна фон Биберщайн († сл. 1511).

## Фамилия
Каспар фон Дона-Крешен се жени за Розина фон Дона, дъщеря на Хайнрих VIII фон Дона († 1517) и Катарина фон Нозтитц († сл. 1520). Те имат децата:
- Йохан († пр. 1593), женен за Йохана Монау фон Книгнитц
- Абрахам II фон Дона-Крешен († ок. 1587), граф, полковник на полския крал, 1577/80 г. хауптман на Глогау, женен за Мариана фон Боршнитц († сл. 1594)
- Хайнрих X фон Дона († 1563), женен за Катарина Ридезел цу Айзенбах (* 1523; † 20 юни 1585), дъщеря на наследствения маршал в Ландграфство Хесен Йохан VII Ридезел цу Айзенбах († 1550) и Отилия фон Амсдорф
- Валентин фон Дона-Лангенбрук († ок. 1570), господар на Лангенбрюк, женен за Сибила фон Ридезел
- Хедвиг, омъжена за Ханс фон Чамер
- Роза, омъжена за Бартоломеус фон Зеер